# 유럽 연합의 예산
유럽 연합의 예산은 유럽 지역 개발 기금, 결속 기금, 호라이즌 유럽 등의 유럽 연합(EU)의 자금 조달 프로그램과 유럽 차원의 기타 지출을 조달하는 데 사용된다.

## 역사
유럽 연합(EU)의 예산은 초기에는 주로 농업에 지원되었다. 1980년대와 1990년대에 회원국과 유럽 의회는 창립 조약 수정 작업을 거쳐 EU의 권한 범위를 확대, 신(新) 단일 시장을 지원해야 할 필요성을 인식하고, 경제, 사회, 영토적 응집을 지원하기 위해 구조 기금에서 사용 가능한 자원을 늘리는 동시에 교통, 우주, 건강, 교육 및 문화, 소비자 보호, 환경, 연구, 사법 협력 및 외교 정책과 같은 분야에서 역할을 강화하였다. 2000년 이래로 EU 예산은 다양한 사회경제적 상황을 가진 13개 신규 회원국의 가입과 일자리와 성장을 지원하는 EU의 연속적인 전략, 청년 고용 이니셔티브와 에라스무스+를 통한 젊은 세대를 위한 강화된 조치에 따라 조정되었다.

## 규모
EU 예산에서 가장 큰 비중(2014~2020년 기간 약 70%)은 농업과 지역 개발에 사용되며, 두 번째로 큰 비중을 차지히ㅣ는 분야는 지역 개발이다. 2014년부터 2020년까지 EU의 농업 지출 비중은 39%로 설정되었으며, 1985년에는 70%가 농업에 사용되었다. 농업이 EU 예산에서 비교적 큰 비중을 차지하는 이유는 농업이 거의 전적으로 공동 예산에서 자금을 조달받는 유일한 정책이기 때문이며, 이는 EU 지출이 국내 지출을 상당 부분 대체한다는 것을 의미한다.

## 절차
EU 예산은 유럽 의회와 유럽 연합 이사회의 예산 절차를 통해 채택된다. EU 예산은 다년 재정 프레임워크(MFF) 및 자체 자원 셀링에 명시된 한도 내에 있어야 한다.
순수입이나 순기부금은 시간이 지남에 따라 달라지며, 예를 들어 국가의 행정 지출이 포함되는지 여부에 따라 EU 예산에 대한 순기부금을 계산하는 다양한 방법이 있다. 또한, 절대 수치, 국민 총소득(GNI) 대비 비율 또는 1인당 금액을 사용할 수도 있다.

## 국가별 분담

### 2007~2013년
| 회원국     | 분담금       | 분담금  | 평균 순 기여금 | 평균 순 기여금 |
| 회원국     | 10억 유로(€) | 비중(%) | 10억 유로(€)   | GNI 대비(%)    |
| ---------- | ------------ | ------- | -------------- | -------------- |
| 오스트리아 | 16,921       | 2.50    | 733            | 0.24           |
| 벨기에     | 22,949       | 3.16    | 1,303          | 0.35           |
| 불가리아   | 2,294        | 0.32    | -873           | -2.33          |
| 키프로스   | 1,077        | 0.15    | 0              | 0              |
| 체코       | 8,995        | 1.24    | -1,931         | -1.32          |
| 덴마크     | 15,246       | 2.10    | 853            | 0.34           |
| 에스토니아 | 1,001        | 0.14    | -515           | -3.3           |
| 핀란드     | 11,995       | 1.65    | 464            | 0.24           |
| 프랑스     | 128,839      | 17.76   | 5,914          | 0.29           |
| 독일       | 144,350      | 19.90   | 9,507          | 0.35           |
| 그리스     | 14,454       | 1.99    | -4,706         | -2.23          |
| 헝가리     | 5,860        | 0.81    | -2,977         | -3.14          |
| 아일랜드   | 9,205        | 1.27    | -474           | -0.32          |
| 이탈리아   | 98,475       | 13.57   | 4,356          | 0.27           |
| 라트비아   | 1,323        | 0.18    | -651           | -3.07          |
| 리투아니아 | 1,907        | 0.26    | -1,269         | -4.22          |
| 룩셈부르크 | 1,900        | 0.26    | 75             | 0.28           |
| 몰타       | 0,392        | 0.05    | -0,49          | -0.75          |
| 네덜란드   | 27,397       | 3.78    | 2,073          | 0.33           |
| 폴란드     | 22,249       | 3.07    | -8,508         | -2.42          |
| 포르투갈   | 10,812       | 1.49    | -3,196         | -1.89          |
| 루마니아   | 8,019        | 1.11    | -1,820         | -1.38          |
| 슬로바키아 | 4,016        | 0.55    | -1,040         | -1.56          |
| 슬로베니아 | 2,303        | 0.32    | -337           | -0.94          |
| 스페인     | 66,343       | 9.15    | -3,114         | -0.29          |
| 스웨덴     | 19,464       | 2.68    | 1,318          | 0.32           |
| 영국       | 77,655       | 10.70   | 4,872          | 0.25           |